# 8907 Takaji
8907 Takaji este o planetă minoră (asteroid), cu un diametru de 6,596 km, din centura de asteroizi. A fost descoperită pe 24 noiembrie 1995 la Observatorul Ōizumi de Takao Kobayashi. 
Obiectul prezintă o orbită caracterizată de o semiaxă mare de 3,0154659 UAi, o excentricitate de 0,09, o înclinație de 1,35932 ° în raport cu ecliptica.